# Aleksander Lewandowski (koszykarz)
Aleksander Lewandowski (ur. 30 grudnia 1935 w Rucewku, zm. 19 lutego 2000) – polski koszykarz, multimedalista mistrzostw Polski, po zakończeniu kariery zawodniczej – trener koszykarski.

## Osiągnięcia
- Mistrz Polski (1955, 1958)
- Wicemistrz Polski (1961)
- Brązowy medalista mistrzostw Polski (1956, 1959)
- Zdobywca pucharu Polski (1954, 1955)
- Uczestnik rozgrywek Final Four Pucharu Europy Mistrzów Krajowych (1958/1959 – 3. miejsce)[2]